# 钓鱼水道

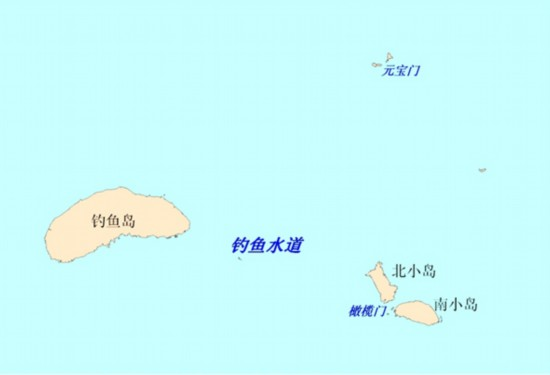
釣魚水道地圖。

釣魚水道，日文稱佐藤水道（Satō-Suidō），是位在釣魚台与北小島之间的一个海峡，釣魚台在水道之西，而北小島在水道之东。釣魚水道东北边不远处是北屿。釣魚水道的名稱由中國在2012年9月命名。日文名由黑岩恆在1900年命名。台灣未命名。